# Turquie aux Jeux paralympiques d'été de 2016
La Turquie participe aux Jeux paralympiques d'été de 2016 à Rio de Janeiro. Il s'agit de la sixième participation de ce pays aux Jeux paralympiques d'été.

## Sportifs engagés

### Natation
- Özlem Kaya